# ドゥドゥ・ゲオルゲスク
ドゥドゥ・ゲオルゲスク（Dudu Georgescu, 1950年9月1日 - ）は、ルーマニア・ブカレスト出身の元サッカー選手。ルーマニア代表である。ポジションはFW。
リーガ1での225得点はリーグ記録である。ディナモ・ブカレストでの186得点はクラブ記録である。1975年のバロンドール投票は10位、1976年は15位、1977年は9位だった。2度ヨーロッパ・ゴールデンシューに輝いた。

## 所属クラブ
- 1969-1972  FCプログレスル・ブカレスト
- 1973  FCMレシツァ
- 1973-1983  ディナモ・ブカレスト
- 1983-1984  FCMバカウ
- 1984-1986  FCグロリア・ブザウ
- 1986  CS Petrom Flacăra Moreni
- 1987  CS Muscelul Câmpulung
- 1987-1988  FCウニレア・ウルジチェニ

## タイトル
- ディナモ・ブカレスト
  - リーガ1 1975,1977,1982,1983
  - リーガ1得点王 1975,1976,1977,1978
  - リーガ1最優秀選手賞 1976,1977
  - ヨーロッパ・ゴールデンシュー 1974-75,1976-77
  - クパ・ロムニエイ 1982